# 1-萘甲酸钠
1-萘甲酸钠是一种羧酸盐，化学式为C11H7O2Na。它可由1-萘甲酸和氢氧化钠反应制得。它和二氯二(甲基环戊二烯基)锆在甲苯中反应，过滤除生成的氯化钠后，可以结晶出无色的氯化(1-萘甲酸)二(甲基环戊二烯基)锆。